# Morant Bay
Morant Bay est une ville du sud-est de la Jamaïque, chef-lieu de la paroisse de Saint-Thomas. 

## Rébellion de Morant Bay
Elle est connue pour avoir été le foyer de la rébellion de 1865, connue comme la rébellion de Morant Bay.